# Metalinhomoeus setosus
Metalinhomoeus setosus is een rondwormensoort uit de familie van de Linhomoeidae. De wetenschappelijke naam van de soort is voor het eerst geldig gepubliceerd in 1951 door Chitwood.